# Роберт Кох
Хајнрих Херман Роберт Кох (Клаустал-Целерфелд, 11. децембар 1843 — Баден-Баден, 27. мај 1910) је био лекар и микробиолог. Као откривач специфичних узрочника смртоносних заразних болести укључујући туберкулозу, колеру (иако је саму бактерију открио Филипо Пачини 1854. године) и антракс, сматра се једним од главних оснивача модерне бактериологије. Као такав је популарно прозван оцем микробиологије (са Лујем Пастером), и као оцем медицинске бактериологије. Његово откриће бактерије антракса (Bacillus anthracis) 1876. године сматра се рођењем модерне бактериологије. Његова открића су директно пружила доказе за микробну теорију болести, и научну основу јавног здравља.
Док је радио као приватни лекар, Кох је развио многе иновативне технике у микробиологији. Он је био први који је у микроскопији користио сочиво са уљним урањањем, кондензатор и микрофотографију. Његов проналазак методе бактеријске културе помоћу агара и стаклених плоча (коју је касније развио његов помоћник Јулијус Ричард Петри као Петријеву посуду) учинио га је првим који је узгајао бактерије у лабораторији. У знак захвалности за његов рад, именован је за владиног саветника у Царској здравственој канцеларији 1880. године, унапређен у виши извршни положај (Geheimer Regierungsrat) 1882. године, директор Хигијенског института и катедре (професор хигијене) Медицинског факултета при Берлинском универзитету 1885. и Краљевском пруском институту за инфективне болести (касније преименован у Институт Роберта Коха након његове смрти) 1891. године.
Методе које је Кох користио у бактериологији довеле су до успостављања медицинског концепта познатог као Кохови постулати, четири генерализована медицинска принципа за утврђивање односа патогена са специфичним болестима. Концепт је још увек у употреби у већини ситуација и утиче на касније епидемиолошке принципе, као што су критеријуми Бредфорд Хила. Уследила је велика контроверза када је Кох открио туберкулин као лек за туберкулозу за који се показало да је неефикасан, али је развијен за дијагнозу туберкулозе након његове смрти. За своја истраживања туберкулозе добио је Нобелову награду за медицину и физиологију 1905. године. Дан када је најавио откриће бактерије туберкулозе, 24. март, Светска здравствена организација обележава као „Светски дан борбе против туберкулозе“ сваке године од 1982. године.
Уз Луја Пастера, сматра се оснивачем бактериологије.

## Рани живот и образовање
Кох је рођен у Клаустал-Целерфелду, Немачка, 11. децембра 1843. у породици Хермана Коха (1814–1877) и Матилде Јулије Хенријете (рођена Бивенд; 1818–1871). Његов отац је био рударски инжењер. Био је трећи од тринаест браће и сестара. Истицао се академским успехом од малих ногу. Пре него што је пошао у школу 1848. године, сам је научио да чита и пише. Средњу школу је завршио 1862. године, одликујући се науком и математиком.
Са 19 година, 1862. године, Кох је уписао Универзитету у Гетингену да студира природне науке. Студирао је математику, физику и ботанику. Постављен је за асистента у Универзитетском Патолошком музеју. Након три семестра, одлучио је да промени област студија у медицину, јер је желео да буде лекар. Током свог петог семестра на медицинском факултету, Јакоб Хенле, анатом који је објавио теорију заразе 1840. године, замолио га је да учествује у његовом истраживачком пројекту о структури нерава материце. Ово истраживање му је донело награду за истраживање на универзитету и омогућило му да накратко студира код Рудолфа Вирхова, који је у то време важио за „најпознатијег немачког лекара“. У свом шестом семестру, Кох је почео да истражује на Физиолошком институту, где је проучавао лучење јантарне киселине, која је сигнални молекул који је такође укључен у метаболизам митохондрија. Ово ће на крају бити основа његове дисертације. Јануара 1866. дипломирао је на Медицинском факултету, стекао је највише одликовања, maxima cum laude.

## Почеци истраживачког рада
Након дипломирања 1866. Кох је накратко радио као асистент у Општој болници у Хамбургу. У октобру те године преселио се у Идиот'с Хоспитал у Лангенхагену, близу Хановера, као лекар опште праксе. Године 1868. преселио се у Нејмегк, а затим у Раквиц 1869. Како је Француско-пруски рат почео 1870. године, пријавио се у немачку војску као хирург добровољац 1871. да би подржао ратне напоре. Отпуштен је годину дана касније и постављен је за окружног лекара (Kreisphysikus) у Волштајну у пруском Позену (данас Волштин, Пољска). Пошто се његова породица тамо настанила, жена му је поклонила микроскоп као рођендански поклон. Са микроскопом је основао приватну лабораторију и започео своју каријеру у микробиологији.
Кох је почео да спроводи истраживања о микроорганизмима у лабораторији повезаној са његовом салом за прегледе пацијената. Његова рана истраживања у овој лабораторији дала су један од његових највећих доприноса у области микробиологије, јер је развио технику узгоја бактерија. Штавише, успео је да изолује и узгаја одабране патогене у чистој лабораторијској култури. Његово откриће бацила антракса (касније названог Bacillus anthracis) веома је импресионирало Фердинанда Јулијуса Кона, професора на Универзитету у Бреславу (сада Универзитет у Вроцлаву), који му је помогао да објави откриће 1876. године. Кон је основао Институт за физиологију биљака и позвао Коха да тамо демонстрира своју нову бактерију 1877. године. Кох је премештен у Бреслав као окружни лекар 1879. Годину дана касније одлази у Берлин када је постављен за владиног саветника у Царској здравственој канцеларији, где је радио од 1880. до 1885. године. Након што је открио бактерију туберкулозе, унапређен је у Geheimer Regierungsrat, виши извршни положај, јуна 1882. године.
Године 1885, Кох је добио два именовања за администратора и професора на Берлинском универзитету. Он постаје директор Хигијенског завода и катедре (професор хигијене) Медицинског факултета. Године 1891. напустио је професорску функцију и постао директор Краљевског пруског института за инфективне болести (сада Институт Роберт Кох) који се састојао од клиничког одељења и кревета за одељење клиничких истраживања. За то је прихватио оштре услове. Пруско министарство здравља инсистирало је после скандала са туберкулином из 1890. године, који је Кох открио и намеравао да га искористи као лек за туберкулозу, да ће било који Кохов изум безусловно припасти влади и да неће бити компензован. Кох је изгубио право да поднесе захтев за патентну заштиту. Године 1906. преселио се у источну Африку да истражи лек за трипаносомијазу (болест спавања). Основао је истраживачки камп Бугула где је до 1000 људи дневно лечено експерименталним леком атоксил.

## Револуционарна открића
Кох је почео да користи напредне технике за анализу бацила, као што су агар медијум за раст бацила и Петријеве шоље. Ово га је довело до открића бацила туберкулозе (Mycobacterium tuberculosis), које је објавио 24. марта 1882. године.
То је било изузетно значајно откриће, јер тада, средином 19. века, туберкулоза је била узрок сваке седме смрти. 
Радио је на истраживању колере у Египту и Индији. Идентификовао је бактерију узрочника ове болести. Истине ради, ову бактерију је раније пронашао Филипо Паћини, али је то откриће пало у заборав. 
Почев од 1885. године, био је професор на Универзитету у Берлину и радио у универзитетској болници Шарите (Charité). 
Такође је путовао по далеким земљама истражујући маларију и тропске болести. 
Једнако битан је његов рад на развоју Кохових постулата.

## Епилог
Кохова каснија истраживања нису била тако успешна. Потенцијални лек за туберкулозу, Туберкулин, био је промашај. 
Међутим, његови ученици, користећи његове методе, пронашли су организме изазиваче дифтерије, тифуса, пнеумоније, гонореје, менингитиса, лепре, бубонске куге, тетануса, сифилиса и других болести. 
Умро је у Баден-Бадену, у Немачкој, 1910. године.
Светска Здравствена Организација прогласила је 24. март за Светски дан борбе против туберкулозе.